# Heizei
Heizei (japonsky 平城天皇, Heizei-tennó nebo Heidžó-tennó; 15. srpen 774 – 5. srpen 824) byl 51. japonským císařem dle tradičního seznamu japonských císařů. Vládl v letech 806–809, kdy abdikoval ve prospěch svého mladšího bratra, korunního prince Kamina, pozdějšího císaře Sagy.
Heizei byl synem císaře Kammua a císařovny Fudžiwary no Otomury.
Předtím než usedl na Chryzantémový trůn, způsobil jeho vztah s Fudžiwarou no Kusuko, která byla matkou jedné z jeho chotí, skandál, kvůli kterému jeho otec uvažoval, že ho zbaví titulu korunního prince.
Po své abdikaci se v roce 810 přestěhoval do Nary a plánoval, že usedne zpátky na trůn a přesune hlavní město z Kjóta právě do Nary. Císař Saga s ním na oko souhlasil, ale ve skutečnosti tuto myšlenku ignoroval. Heizei se v roce 810 pokusil rozpoutat rebelii, kterou ale bleskově potlačily síly loajální císaři Sagovi vedené šógunem Sakanuem no Tamuramarem. Po neúspěšné rebelii se Heizei stal buddhistickým mnichem.
| Japonští císaři   | Japonští císaři | Japonští císaři |
| ----------------- | --------------- | --------------- |
| Předchůdce: Kammu | 806–809 Heizei  | Nástupce: Saga  |